# Alexis Jones
Alexis Michelle Jones (ur. 8 maja 1994 w Midland) – amerykańska koszykarka występująca na pozycji rozgrywającej, obecnie zawodniczka Energi Krajowej Grupy Spożywczej Toruń.
W 2012 wzięła udział w meczach gwiazd amerykańskich szkół średnich – McDonald’s All-American i WBCA All-America. Dwukrotnie z rzędu (2011, 2012) była wybierana zawodniczką roku amerykańskich szkół średnich stanu Teksas (Gatorade Texas Girls Basketball Player of the Year, Miss Texas Basketball).
23 kwietnia 2019 trafiła w wyniku wymiany do Los Angeles Sparks, w zamian za Odyssey Sims.
18 lutego 2020 została zawodniczką Atlanty Dream. 25 sierpnia 2020 opuściła klub. 4 sierpnia 2022 dołączyła do Energi Krajowej Grupy Spożywczej Toruń.

## Osiągnięcia

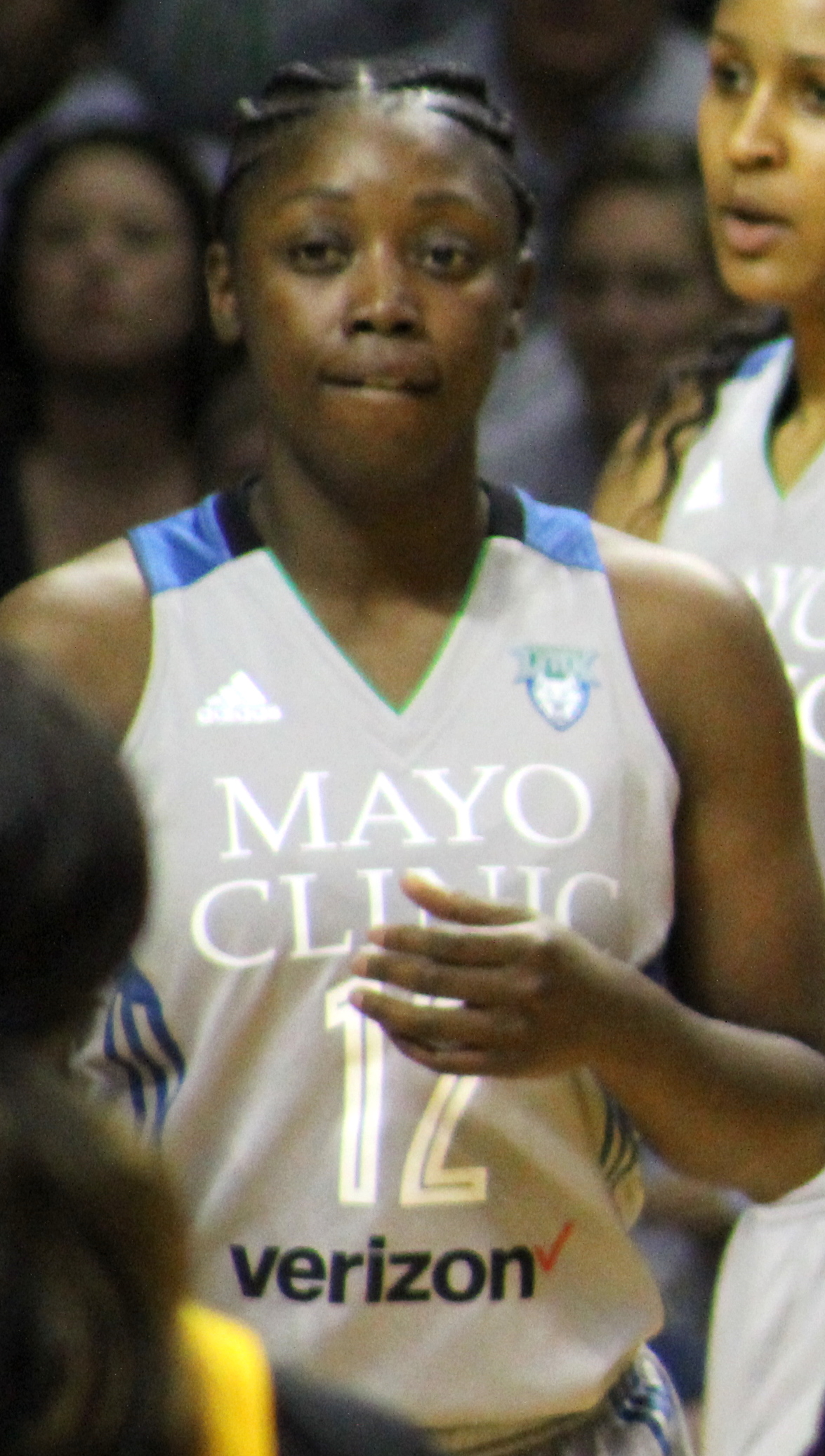
Jones podczas finałów WNBA 2017.

Stan na 10 stycznia 2023, na podstawie, o ile nie zaznaczono inaczej.
NCAA
- Uczestniczka rozgrywek:
  - Elite 8 turnieju NCAA (2013, 2016, 2017)
  - turnieju NCAA (2013, 2014, 2016, 2017)
- Mistrzyni:
  - turnieju konferencji:
    - Atlantic Coast (ACC – 2013)
    - Big 12 (2016)

  - sezonu regularnego:
    - ACC (2013)
    - Big 12 (2016, 2017)
- Most Outstanding Player (MOP=MVP) turnieju:
  - Big 12 (2016)
  - ACC (2013)
- Najlepsza:
  - nowo-przybyła zawodniczka roku konferencji Big 12 (2016)
  - pierwszoroczna zawodniczka ACC (2013)
- Zaliczona do:
  - I składu turnieju:
    - Big 12 (2016, 2017)
    - turnieju:
      - ACC (2013)
      - Junkanoo Jam All-Star (2015)
      - WBCA All-Region (2016)
      - NCAA (Dallas) Regional (2016)

    - najlepszych pierwszorocznych zawodniczek ACC (2013)
    - All-ACC Academic Team (2013)

  - II składu:
    - ACC (2014)
    - najlepszych pierwszorocznych zawodniczek NCAA All-America (2013)

  - składu honorable mention All-American (2016 przez WBCA, 2017 przez Full Court)

WNBA
- Mistrzyni WNBA (2017)

Drużynowe
- Mistrzyni Szwajcarii (2021)[9]
- Wicemistrzyni Izraela (2018)[10]
- Zdobywczyni Pucharu Szwajcarii (2021)[9]

Indywidualne
(* – nagrody przyznane przez portale eurobasket.com)
- MVP kolejki EBLK (2 – 2022/2023)[11]
- Zaliczona do:
  - I składu kolejki EBLK (12 – 2022/2023)[12]
  - składu honorable mention ligi izraelskiej (2018)*[10]

Reprezentacja
- Mistrzyni:
  - świata U–19 (2011, 2013)
  - Ameryki U–18 (2010)